# Magog (Québec)
Magog è una città del Canada, situata nella provincia del Québec, nella regione di Estrie, a circa 120 km ad est di Montréal, sulla confluenza del lago Memphremagog — da cui la città prende il nome — con il Cherry River (in francese Rivière aux Cerises) e il fiume Magog. È il maggior centro industriale della Municipalità regionale della contea di Memphrémagog. 
La città di Magog è il risultato della fusione nel 2002 della township di Magog e il villaggio di Omerville, come parte della riorganizzazione dei comuni del Québec. La riorganizzazione municipale attuata nel 2000–2006 è stata la fusione su larga scala di comuni più piccoli per creare città più grandi.

## Origini del nome
È stata formalmente chiamata Magog nel 1855. 
"Memphremagog" deriva dalla parola dei nativi Abenachi mamhlawbagak, che significa "vasta distesa d'acqua". Si ritiene che "Magog" sia la troncatura del nome del lago. Tuttavia potrebbe anche derivare da namagok e namagwôttik, tradotto con "il lago dove si trova il salmerino". Altri ipotizzano che il nome abbia origine biblica da Gog e Magog, o che si riferisca ad un'antica città con lo stesso nome.

## Storia
Gli Abenachi furono i primi abitanti della regione di Magog che nel 1690 comprendeva i fiumi e i laghi della futura regione di Cantons-de-l'Est. 
Ralph Merry (1753–1825), ritenuto il fondatore di Magog, emigrò verso il Basso Canada nel 1798, si insediò nella zona e divenne proprietario di tutto il terreno del villaggio di Magog. Giocò un ruolo di primo piano nello sviluppo dell'area come sindaco, giudice di pace, coltivatore e industriale. Nel 1821, costruì una casa, tuttora esistente, all'angolo delle vie Merry e Principale Ouest, nel centro della città.
Alla fine del XIX sec. e nel corso del XX, l'industria tessile dominò l'economia locale, soprattutto con la Fabbrica tessile di Magog che dava lavoro a più persone della stessa popolazione totale della città. È solo intorno al 1960-1970 che l'economia si diversificò grazie all'aumento del turismo, dei servizi e ad una più varia tipologia di stabilimenti industriali.

### Simboli
Lo stemma di Magog si presenta:
Lo stemma della città simbolizza i suoi spazi naturali e le sue risorse. 
Magog deve il suo nome al fatto di trovarsi sulle sponde del lago Memphrémagog e la partizione ondata dello stemma sottolinea la sua posizione. 
Gli smalti dei due campi, azzurro e argento, rappresentano rispettivamente il cielo e l'acqua.
I sei biglietti ricordano che l'industria del legname è all'origine della prosperità della città di Magog. Questi sono disposti a piramide per riprodurre la forma del monte Orford che domina le rive del lago.

Per la bellezza del luogo e l'accoglienza riservata ai suoi visitatori, Magog è diventata un importante centro turistico, ed è questo che indicano le conchiglie nello scudo.

Il giglio rammenta che la popolazione della città è quasi esclusivamente di lingua francese.

Il trifoglio simbolizza san Patrizio, vescovo d'Irlanda, patrono della prima parrocchia di Magog e poi della città intera.

La bordura fusata rappresenta l’industria tessile e il ruolo fondamentale che ha occupato per numerosi anni e la prosperità che ha recato a Magog. Il secondo smalto del fusato, il rosso, colore del fuoco, simbolizza la produzione di energia elettrica.

Il motto è Fidelitate et labore ("Con la lealtà e col lavoro").